# Claude Bourdelin (1667-1711)
Pour les articles homonymes, voir Claude Bourdelin (1621-1699) et Bourdelin.
Claude Bourdelin est un médecin français, membre de l'Académie royale des sciences, né à Senlis le 20 juin 1667, et mort à Versailles le 20 avril 1711 .

## Biographie
Claude Bourdelin est le fils de Claude Bourdelin et de Madeleine de la Motte, membre de l'Académie royale des sciences depuis 1666. Il a été élevé dans la maison de son père. Jean-Baptiste Du Hamel, secrétaire de l'Académie, a dirigé son éducation et choisi ses professeurs. Vers 17 ans, il avait déjà traduit tout Pindare et tout Lycophron et pouvait comprendre le livre sur les sections coniques de Philippe de La Hire.
Malgré la diversité de ses connaissances il a choisi de continuer dans la médecine pour laquelle il avait des appuis familiaux. Il aimait cette profession pour l'utilité dont elle peut être aux hommes. Il a été reçu docteur en médecine de la Faculté de Paris en 1692.
À la suite du traité de Ryswick, il est allé en Angleterre visiter les savants de ce pays. Cela lui valut d'être membre agrégé à  la Royal Society de Londres.
Après le nouveau règlement de l'Académie royale des sciences et son renouvellement en 1699, il est choisi comme un des associés anatomistes de l'Académie. Il ne s'occupait pas tant de l'anatomie elle-même que de son histoire et de l'érudition. Dans l'Histoire de l'Académie royale des sciences pour l'année 1700, dans l'étude Sur les parties destinées à la génération et la présentation d'Alexis Littré avec Joseph-Guichard Du Verney de l'urètre de l'homme, il est chargé par l'Académie de vérifier s'il fallait attribuer à Frederik Ruysch la première description de la structure du gland dans Glandis in pene vera structura noviter detecta et il propose diverses expériences pour approfondir la mécanique du pénis.
En 1703, il a acheté la charge de médecin ordinaire de la duchesse de Bourgogne. Il a vécu alors à Versailles. Pierre Bonnet-Bourdelot, premier médecin de la duchesse de Bourgogne, en 1708, la preincesse a proposé au roi de nommer Claude Bourdelin à sa place, ce que le roi a agréé. Cependant sa santé s'est progressivement dégradée. On l'a accusé de prendre du café pour s'empêcher de dormir et de l'opium pour rattraper son sommeil en ne prenant aucune attention de sa santé. Il est mort d'une hydropisie de poitrine le 20 avril 1711.

## Famille
- Claude Bourdelin (1621-1699), médecin, membre de l'Académie royale des sciences en 1666, académicien chimiste en 1666, pensionnaire chimiste, premier titulaire nommé par Louis XIV le 28 janvier 1699[2], marié à Madeleine de La Motte :
  - Claude Bourdelin (1667-1711), reçu docteur en médecine de la Faculté de Paris en 1692, associé anatomiste de l'Académie royale des sciences en 1699, premier médecin de Madame la duchesse de Bourgogne en 1703, son premier médecin en 1708, nommé associé botaniste de l'Académie en 1708[3]. Il s'est marié avec Françoise Claire Mercier[4] en 1692, fille de Louis Mercier, bourgeois de Paris et de Geneviève Guidé :
    - Louis-Claude Bourdelin (1696-1777), docteur en médecine de la Faculté de Paris en 1720, membre de l'Académie royale des sciences en 1726, chimiste[5]. Professeur au Jardin du roi en 1743, médecin des filles de Louis XV en 1761. Il s'est marié à Madeleine Dubois en 1719 (décédée en 1762).
    - Henri François Bourdelin (1709-1750), sieur de Rumilly, docteur de médecine en 1733, régent de la Faculté de médecine de Paris. Il s'est marié à Marie-Madeleine Quignon[6] :
      - Louis-Henri Bourdelin (1743-1775)[7], reçu docteur en médecine de la Faculté de Paris le 23 août 1768, et mort phtisique à Amiens[8].
      - Adélaïde-Madeleine Bourdelin (1746-1825), mariée en 1765 avec Adrien Christophe Bellot de Busy (mort en 1789), contrôleur général de l'extraordinaire des guerres, remariée à François-Xavier Aubery qui a dilapidé la fortune de sa femme.
        - Adrien-Louis Bellot de Busy ;
        - Florent-Joseph Bellot de Busy (1768-1834), médecin chef des armées :
          - Adrien Joseph Bellot de Busy (1798-1871), comte de Busy

  - François Bourdelin (1668-1717), interprète du ministère des Affaires étrangères, membre de l'Académie royale des inscriptions et belles-lettres en 1701. Après la mort de son frère, il a acheté la terre du Rumilly, près de Paris et s'est marié avec Anne Françoise Brion :
    - Albert-François Bourdelin (1716-1781), mestre de camp de cavalerie.